# Real Academia de Artilharia, Fortificação e Desenho

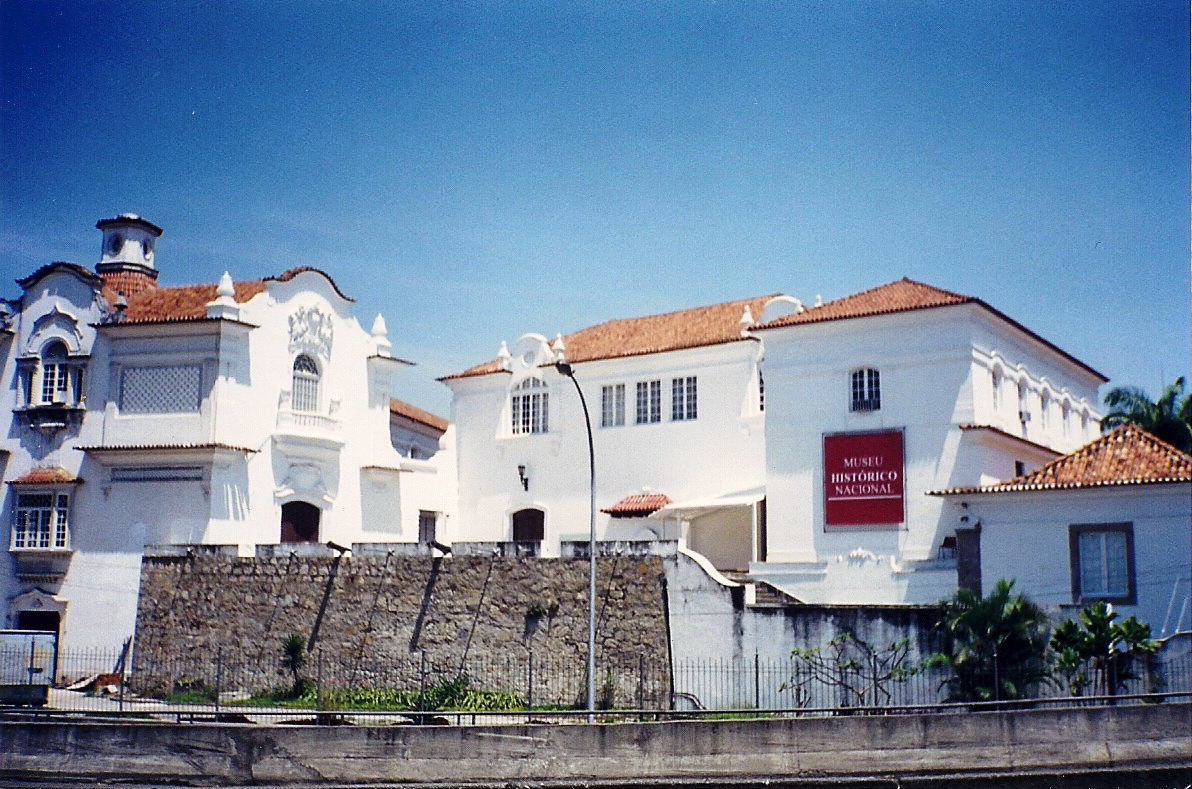
Antiga sede da Real Academia de Artilharia, Fortificação e Desenho.

A Real Academia de Artilharia, Fortificação e Desenho foi uma escola de ensino superior criada em 1792, no Rio de Janeiro, pela rainha D. Maria I de Portugal. É considerada uma precursora do ensino superior militar e de engenharia, tanto no Brasil como no próprio continente americano.

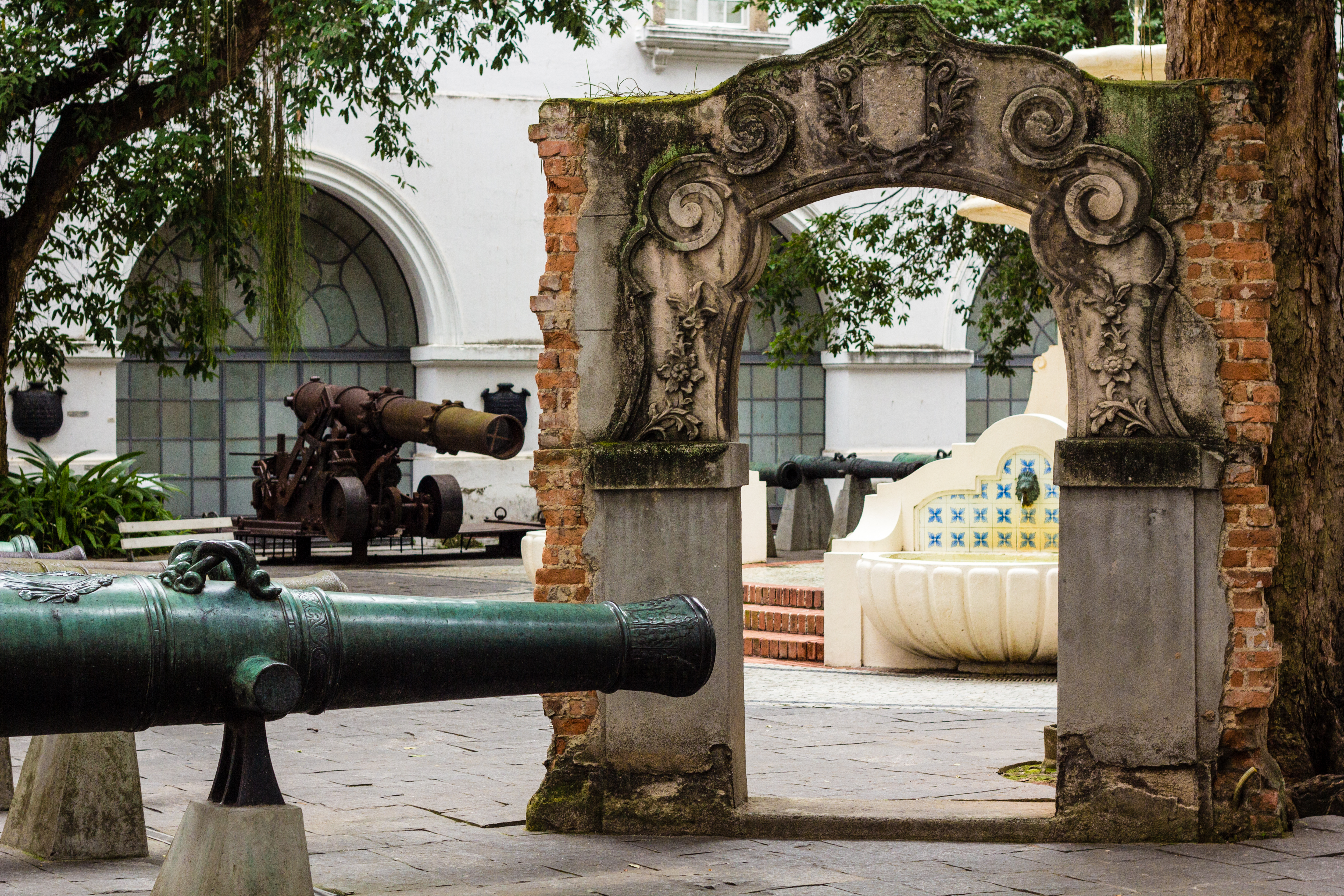
Arco no patio dos canhões, do antigo Forte de São Tiago, no Museu Histórico Nacional.

Em 17 de dezembro de 1792 foi instalada na cidade do Rio de Janeiro, então capital do Estado do Brasil, pelo vice-rei e capitão-general D. José Luís de Castro, conde de Resende, a Real Academia de Artilharia, Fortificação e Desenho, com molde na Academia Real de Fortificação, Artilharia e Desenho, fundada dois anos antes em Lisboa. A congênere brasileira foi instalada inicialmente na ponta do Calabouço, na Casa do Trem de Artilharia (sede atual do Museu Histórico Nacional).

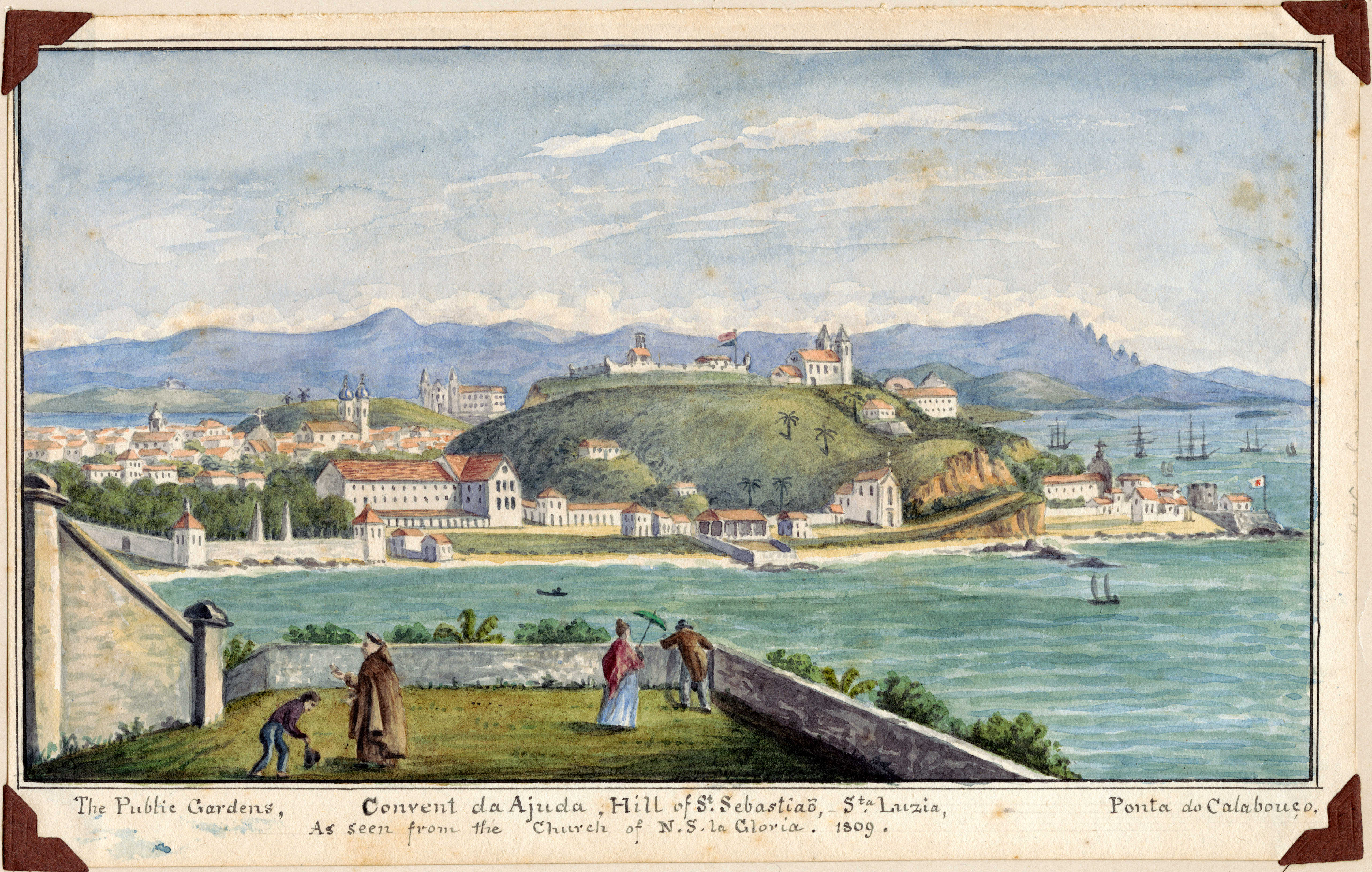
Morro do Castelo, com a Fortaleza e a Igreja de São Sebastião no topo, no canto direito a Real Academia junto ao Forte de São Tiago, visto do terraço da Igreja da Glória, por Richard Bate em 1809.

Tal como a academia de Lisboa, o curso da academia do Rio de Janeiro destinava-se à formação de oficiais do Exército Português, nas armas de infantaria e de cavalaria (em três anos), de artilharia (em cinco anos) e de engenharia militar (em seis anos). Os candidatos a oficiais de engenharia e de artilharia tinham que completar a totalidade do curso. Os candidatos a oficiais de infantaria e cavalaria apenas tinham que completar os três primeiros anos.
Na Real Academia de Fortificação, Artilharia e Desenho era realizado um curso militar composto por seis cadeiras, com uma duração total de quatro anos. No primeiro ano era realizada a cadeira de fortificação regular, no segundo a cadeira de fortificação irregular, no terceiro a cadeira de artilharia e no quarto as cadeiras de arquitetura civil e de hidráulica. A cadeira de desenho era realizada ao longo dos três primeiros anos.
Durante a instalação da Corte Portuguesa no Brasil, foi substituída pela Academia Real Militar, criada em 1810.
Hoje em dia, tanto a atual Escola Politécnica (Poli-UFRJ) como o atual Instituto Militar de Engenharia (IME) se afirmam descendentes da antiga Real Academia de Artilharia, Fortificação e Desenho. Como tal, este último, reivindica ser a mais antiga escola de engenharia das Américas e a UFRJ, por sua vez, possuir a primeira escola de engenharia das Américas, bem como a sétima do mundo.